# Nowa Kościelnica (gromada)
Nowa Kościelnica – dawna gromada, czyli najmniejsza jednostka podziału terytorialnego Polskiej Rzeczypospolitej Ludowej w latach 1954–1972.
Gromady, z gromadzkimi radami narodowymi (GRN) jako organami władzy najniższego stopnia na wsi, funkcjonowały od reformy reorganizującej administrację wiejską przeprowadzonej jesienią 1954 do momentu ich zniesienia z dniem 1 stycznia 1973, tym samym wypierając organizację gminną w latach 1954–1972.
Gromadę Nowa Kościelnica z siedzibą GRN w Nowej Kościelnicy utworzono – jako jedną z 8759 gromad na obszarze Polski – w powiecie nowodworsko-gdańskim w woj. gdańskim na mocy uchwały nr 22/III/54 WRN w Gdańsku z dnia 5 października 1954. W skład jednostki weszły obszary dotychczasowych gromad Dworek i Niedźwiedzica ze zniesionej gminy Drewnica oraz obszar dotychczasowej gromady Nowa Kościelnica ze zniesionej gminy Ostaszewo w tymże powiecie. Dla gromady ustalono 10 członków gromadzkiej rady narodowej.
1 stycznia 1960 gromadę zniesiono, a jej obszar włączono do gromad: Ostaszewo (miejscowości Nowa Kościelnica, Sokolec i Mirówka) i Drewnica (miejscowości Dworek, Niedźwiedzica, Zadwórze, Stawidła, Babki i Wybicko) w tymże powiecie.